# Ilyanassa obsoleta
Ilyanassa obsoleta is een slakkensoort uit de familie van de Nassariidae. De wetenschappelijke naam van de soort is voor het eerst geldig gepubliceerd in 1822 door Say.